# Kolotl poncei
Kolotl poncei es un arácnido perteneciente a la familia Diplocentridae, del orden Scorpiones. Esta especie fue descrita por Francke y Quijano-Ravell en 2009. La especie está dedicada al Dr. Javier Ponce Saavedra, investigador destacado de la Universidad Michoacana de San Nicolás de Hidalgo, quien ha dedicado su vida al estudio de la aracnofauna mexicana.

## Nombre común
- Español: escorpión o alacrán de manos gordas.[1]

## Clasificación y descripción de la especie
Es un alacrán de tamaño grande, llegando a alcanzar una talla de entre 7 y 8 cm de longitud; su color base es café oscuro, con zonas casi negras irregulares e intensas en zonas dorsales; apariencia general es de color negro; carapacho ligeramente más ancho que largo a nivel de los ojos medios; borde anterior partido en dos, liso; vientre color amarillo paja, jaspeado con zonas oscuras tenues; esternón pentagonal; esternitos lisos, con pocas zonas altamente oscuras; pedipalpos robustos; patas muy jaspeadas marrón oscuro, casi negro. En la base del aguijón presentan un tubérculo, parecido a una muesca.

## Distribución de la especie
Esta especie es endémica de México, se encuentra en el estado de Michoacán, en el municipio de La Huacana.

## Ambiente terrestre
Se le halla en altitudes que rondan los 500 metros s.n.m., donde el tipo de vegetación dominante es bosque tropical caduco y bosque tropical espinoso. Son de hábitos nocturnos, viven en grietas y bajo piedras grandes, en acantilados y al pie de estos.

## Estado de conservación
No se encuentra dentro de ninguna categoría de riesgo en las normas nacionales e internacionales, esto debido en gran medida al poco conocimiento que se tiene de la especie.